# Mark Taylor (rugby à XV)
Pour les articles homonymes, voir Mark Taylor et Taylor.
Pas d'image ? Cliquez ici

a Compétitions nationales et continentales officielles uniquement.

b Matchs officiels uniquement.
Mark Taylor, né le 27 février 1973 à Blaenavon, est un joueur de rugby à XV, qui joue avec l'équipe du pays de Galles de rugby à XV depuis 1994, évoluant au poste de trois quart centre.

## Carrière

### En club
- 1992-1995 : Pontypool RFC
- 1995-2003 : Swansea RFC
- 2003-2005 : Llanelli Scarlets
- 2005-2007 : Sale Sharks
- 2007-2008 : Ospreys

### En équipe nationale
Il a disputé son premier test match le 26 novembre 1994, contre l'équipe Équipe d'Afrique du Sud. Il a participé à la Coupe du monde 2003 (4 matchs disputés). Taylor a été quatre fois capitaine de l'équipe du Pays de Galles. Bien qu'ayant participé à la Tournée des Lions britanniques en 2001, il ne dispute pas de test match mais joue cinq rencontres contre les provinces et clubs australiens.

## Palmarès

### En club
- Avec Swansea
  - Vainqueur du championnat du pays de Galles en 1998 et 2001
  - Vainqueur de la coupe du pays de Galles en 1999
  - Finaliste de la coupe du pays de Galles en 1997 et 2000
- Avec Llanelli
  - Vainqueur de la Celtic League en 2004
- Avec Sale
  - Vainqueur du championnat d'Angleterre en 2006
- Avec les Ospreys
  - Vainqueur de la coupe anglo-galloise en 2008

### En sélection nationale
- Grand Chelem en 2005

## Statistiques en équipe nationale
- 52 sélections
- 60 points (12 essais)
- Sélections par année : 1 en 1994, 3 en 1995, 4 en 1998, 12 en 1999, 6 en 2000, 4 en 2001, 3 en 2002, 11 en 2003, 4 en 2004, 4 en 2005
- Tournois des cinq/six nations disputés : 1995, 1999, 2000, 2001, 2002, 2003, 2004, 2005